# Banda Worst
O Worst é uma banda brasileira formada na cidade de São Paulo em 2011 pelo baterista ex Korzus e Rodox, Fernando Schaefer e o vocalista Thiago Monstrinho. A banda surgiu da vontade de fazer uma banda de hardcore New York no Brasil com influências de metal, com muito peso, ódio e personalidade, na época os membros estavam numa fase bastante ruim, dai o nome Worst (O Pior) e ficou conhecida por seus breakdowns marcantes, letras de auto ajuda e com bastante identidade, atualmente com quatro cds lançados, a banda deixou sua marca no underground. A banda atualmente é um dos principais nomes da cena do hardcore paulista, e continua na ativa.

## Discografia

### Álbuns de estúdio
- Te Desejo Todo O Mal Do Mundo (2012)
- Cada Vez Pior (2014)
- Instinto Ruim (2015)
- Deserto (2018)

## Integrantes

### Formação atual
- Fernando Schaefer - bateria e backing vocal
- Renato Romano - guitarra
- Bruno Nicolozzi - baixo e backing vocal
- Thiago Monstrinho - vocal

### Ex-integrantes
- Douglas Melchiades - guitarra e backing vocal
- Ricardo Brigas - baixo e backing vocal
- Tiago Hóspede - guitarra
- Joe Kenney - vocal[3]